# Mikheil Giorgadze
Mikheil Giorgadze (né le 14 mars 1961 à Koutaïssi) est un joueur de water-polo soviétique (géorgien), médaille de bronze aux Jeux olympiques de 1988 à Séoul.